# Dolichopus aethiopica
Dolichopus aethiopica är en tvåvingeart som först beskrevs av Mario Bezzi 1906.  Dolichopus aethiopica ingår i släktet Dolichopus och familjen styltflugor. Inga underarter finns listade i Catalogue of Life.